# SN 2007na
SN 2007na – supernowa typu Ia odkryta 6 października 2007 roku w galaktyce A221332+0052. W momencie odkrycia miała maksymalną jasność 22,80m.